# Ујма
Ујма (рус. Уйма) река је која протиче преко западних делова Кољског полуострва на подручју Мурманске области на крајњем северозападу европског дела Руске Федерације. Десна је и највећа притока реке Вороње у коју се улива на њеном 130. километру узводно од ушћа, и део басена Баренцовог мора.
Укупна дужина водотока је 54 km, док је површина сливног подручја око 616 km². Њена најважнија притока је река Вејмјок.
Целом дужином свога тока протиче преко територије Ловозерског рејона. На њеним обалама се не налазе насељена места.